# Triaenodes wambanus
Triaenodes wambanus är en nattsländeart som beskrevs av Martin E. Mosely 1939. Triaenodes wambanus ingår i släktet Triaenodes och familjen långhornssländor. Inga underarter finns listade i Catalogue of Life.